# Lino Akesolo
Lino Akesolo ou Lino de Akesolo né le 7 avril 1911 à Dima et mort le 17 septembre 1991 à Bilbao, est un écrivain, traducteur, bertsolari et académicien basque espagnol de langue basque et espagnole. Il aussi connu sous le pseudonyme de « Axmutil », « Basabil », « Amuxalde », « Nozebarri » ou « Andoni-Zubero ».
Lino Akesolo fait des études ecclésiastiques à Larrea, Markina, Vitoria-Gasteiz et à la Basilique de Begoña. En 1927, à seulement 16 ans, il travaille pour l'association « Euskal-Esnalea » et obtient en 1930, un prix pour sa traduction en basque d'une œuvre de Cervantès: « El celoso extremeño » dont le titre basque est Agure kezkatia. 
En 1953, il traduit en collaboration La Iglesia y el pecador, et en 1956 El Maestro llama de Fritz Tillimanm. Un an plus tard, Historia de la Iglesia de Cristo de Schuck Neuss. En 1959, Elementos de moral católica de Fritz Tilliamann, et en 1962 Criterios católicos de Erich Ptzywara. En collaboration avec le Père Santi Onaindia, il traduit en 1963 Camino de perfección de Santa Teresa dont le titre basque est Onbidea. 
Comme auteur, Lino Akesolo se distingue par sa haute qualité littéraire en dialecte biscayen. Lino Akesolo publie en 1958 à Bilbao Ipiña ta Ipiña'tarren barri et une étude littéraire de Jose Pablo Ulíbarri, publiée en 1962 dans "Olerti". Le reste de son travail se retrouve dans des magazines tels que Euzko-Gogoa, Olerti, Karmengo argia, Karmel, Jesusen Biotzaren Deia, Yakin et Boletín de los Amigos del País.
Le 4 avril 1989, Il annonce la publication de neuf volumes du Diccionario Retana de Autoridades de la Lengua Vasca. Après 16 années de travail continuel, Lino est le seul survivant d'une équipe initiale formée par Manuel de la Sota, Piarres Lafitte, avec la collaboration de Gabriel Manterola, Luis Ortega, Justo María Mocoroa, José Lasa, Dámaso Inza, Jaime de Querejeta et Iraizoz. Ce dictionnaire naquit avec pour but de donner une continuité au travail effectué par Resurreccion Maria Azkue. Il contient à la fois un lexique en basque sur les classiques de la littérature basque passée, et des publications de la fin du XXe siècle. 
Il est le premier président de l'association Euskerazaintza.
Lino Akesolo décède le 17 septembre 1991 à Bilbao, dans le couvent de l'Ordre du Carmel.